# Battaglia di Imbros
La battaglia di Imbros fu uno scontro navale avvenuto durante la prima guerra mondiale. La battaglia ebbe luogo il 20 gennaio 1918 quando uno squadrone turco ingaggiò delle unità britanniche al largo dell'isola di Imbros. La mancanza di navi da guerra di grossa stazza dell'Intesa nell'Egeo, permise all'incrociatore da battaglia Sultano Yavuz Selim (la tedesca SMS Goeben) e all'incrociatore leggero Midilli (la SMS Breslau) di attaccare liberamente i monitori e i cacciatorpediniere britannici, prima di attaccare la base navale di Moudros.
Anche se le forze turche riuscirono ad affondare i monitori nemici a Imbros, la sorte voltò loro le spalle quando le loro navi finirono in un campo minato mentre si ritiravano. La Midilli affondò e la Sultano Yavuz Selim fu gravemente danneggiata. Nonostante quest'ultima riuscì ad arenarsi sulle coste turche, fu soggetta ad attacchi aerei per diversi giorni, finché non fu trainata in salvo. Con gli incrociatori più moderni fuori uso o affondati, la Marina turca non ebbe più la capacità offensiva che aveva avuto fino ad allora.

## Antefatti
Nel gennaio 1918 la situazione per i turchi in Palestina cominciò ad aggravarsi. Il nuovo comandante della Marina turca nel Mar Nero, Rebeur Paschwitz, decise di alleggerire la pressione navale in Palestina attirando il nemico con delle manovre nella zona dei Dardanelli. Diverse unità britanniche trovarono in una piccola base presso l'isola di Imbros, ed esse divennero un obiettivo primario dei raid turchi. Dopo aver attaccato quante più navi possibili a Imbros, Rebeur Paschwitz voleva poi attaccare la base navale britannica a Moudros. Le forze dell'Intesa a guardia dei Dardanelli consisteva in poche unità pesanti britanniche e francesi, in maggioranza monitori scortati da diversi cacciatorpediniere britannici; in zona vi erano inoltre due corazzate pre-dreadnought, la Agamemnon e la Lord Nelson, ma quest'ultima era temporaneamente distaccata a Salonicco per un'altra missione. Sfruttando il vantaggio dell'assenza della corazzata, i tedeschi e i turchi decisero di inviare la Sultano Yavuz Selim e la Midilli ad attaccare la zona stabilita. Le forze dell'Intesa ad Imbros, il 20 gennaio, consistevano nei monitori Raglan ed M28, oltre ai cacciatorpediniere Classe Acheron Tigress e Lizard. L'Agamemnon era vicina a Moudros ma era anche troppo lenta per inseguire le navi turche se esse volevano evitare di ingaggiare battaglia.

## La battaglia
Raggiungendo Imbros la Sultano Yavuz Selim centrò una mina ma il danno fu insignificante e poté proseguire nella missione. Mentre entravano nella baia di Kusu, i due incrociatori furono scoperti dal cacciatorpediniere britannico Lizard che tentò di ingaggiare le navi alle 05:30, ma non poté avvicinarsi a portata dei siluri per via dei cannoni nemici. La Sultano Yavuz Selim individuò i due monitori britannici e distolse la sua attenzione dal Lizard per attaccarli. Nel frattempo la Midilli continuò a duellare con il Lizard che venne raggiunto dal Tigress. I due cacciatorpediniere tentarono di difendere inutilmente i monitori dalla Sultano Yavuz Selim con uno sbarramento di nebbia artificiale: le due unità britanniche erano troppo lente per fuggire dalla nave turca, così quest'ultima riuscì a mettere a segno diversi colpi sulla Raglan, uccidendo molti degli ufficiali comandanti. La Raglan rispose comunque al fuoco ma nessun colpo centrò la Sultano Yavuz Selim; un colpo infine centrò una casamatta della Raglan facendo esplodere le munizioni. In breve la nave non poté più rispondere al fuoco e venne affondata dalla Sultano Yavuz Selim. Subito dopo, l'incrociatore da battaglia spostò la sua attenzione sul monitore M28, centrando, dopo diversi colpi a segno, il magazzino e facendolo affondare alle 06:00. Affondati i due monitori le navi turche decisero di proseguire nella missione dirigendosi a Mudros.
Allontanandosi da Imbros accidentalmente le navi turche finirono in un campo minato mentre erano inseguite dai cacciatorpediniere britannici che proteggevano i monitori. Nel frattempo diversi aerei decollarono da Mudros per attaccare le navi turche. Quando i velivoli raggiunsero le navi, la Midilli si mise alla guida, forte dei suoi armamenti contraerei. In breve tempo la Midilli colpì una mina e poco dopo anche la Sultano Yavuz Selim. In mezz'ora la Midilli centrò altre quattro mine e cominciò ad affondare. La Sultano Yavuz Selim tentò di aiutarla ma fu costretta a ritirarsi dopo aver centrato un'altra mina. Cercando di raggiungere i Dardanelli quest'ultima fu inseguita dal Lizard e dal Tigress. Per difendere la compagna quattro cacciatorpediniere e un vecchio incrociatore turchi uscirono dal porto per fronteggiare gli inglesi ma dopo che il cacciatorpediniere ammiraglio fu colpito, furono costretti a ritirarsi. Gli inglesi si ritirarono solo quando, vicini alla costa turca, le batterie costiere aprirono il fuoco contro le loro navi.
Oltre al Lizard e al Tigress, una dozzina di aerei britannici furono fatti decollare per distruggere definitivamente la Sultano Yavuz Selim. Anche se due colpi andarono a segno, la nave nel frattempo riuscì a raggiungere la costa. A questo punto, dieci aerei turchi e le batterie contraeree riuscirono a respingere il nemico, abbattendo un Sopwith Baby britannico e danneggiandone un altro. I quattro cacciatorpediniere turchi tornarono e sorvegliarono la Sultano Yavuz Selim finché non raggiunse i Dardanelli. Gravemente danneggiato, l'incrociatore da battaglia turco si arenò e nei sei giorni successivi diversi attacchi aerei dell'Intesa lo colpirono con un totale di sei bombe Le batterie antiaeree e i velivoli turchi riuscirono, nonostante tutto, a respingere gli attacchi. Le bombe usate dagli aerei britannici non furono, tuttavia, abbastanza potenti per danneggiare seriamente la nave così i comandanti dell'Intesa proposero un attacco sottomarino, ma l'unico sottomarino operativo nel Mar Egeo era l'E12 che in quel periodo aveva dei problemi meccanici e non poteva essere utilizzato.

## Conseguenze
La Sultano Yavuz Selim rimase arenata sulla sabbia fino al 26 gennaio quando fu rimorchiata nel Mar Nero. Nell'ultimo strenuo tentativo di affondare la nave i britannici inviarono il sottomarino E14 nei Dardanelli, il 27 gennaio, ma fu tutto inutile per l'Intesa perché la Sultano Yavuz Selim era già troppo lontana. Individuato un cargo turco, il sottomarino cercò di affondarlo silurandolo: il secondo siluro esplose troppo presto danneggiando lo stesso sommergibile che fu costretto a ritirarsi. Venne in seguito colpito dal fuoco delle batterie costiere e fu costretto a raggiungere la spiaggia. Il comandante, Geoffrey Saxton White, e un marinaio morirono negli scontri e sette marinai furono fatti prigionieri. White fu insignito, postumo, della Victoria Cross per aver salvato il sottomarino e il suo equipaggio a costo della vita.
Anche se le forze turche furono in grado di distruggere i monitori britannici non ottennero alcun vantaggio dalle perdite nemiche. Con la Midilli affondata e la Sultano Yavuz Selim gravemente danneggiata, la capacità della Marina ottomana di fronteggiare i nemici fu quasi nulla per tutto il resto della guerra. Nonostante la vittoria i comandanti inglesi criticarono lo Squadrone dell'Egeo per aver tenuto le navi pesanti troppo lontane dai Dardanelli. Se infatti la Agamemnon o la Lord Nelson fossero state più vicine al luogo degli scontri avrebbero potuto affondare definitivamente la Sultano Yavuz Selim prima che potesse fuggire.